# Воуро, Ричард
Ричард Воуро (англ. Richard Wawro; 14 апреля 1952, Ньюпорт-он-Тэй, Файф, Шотландия — 22 февраля 2006, Эдинбург) — шотландский художник-савант, известен своими пейзажами, выполненными пастелью.

## Жизнь
Ричард родился в семье Тадеуша и Оливии Воуро. Его отец был польским военным офицером и инженером-строителем, поселившимся в Файфе и ставшим библиотекарем. Мать была шотландской школьной учительницей.
Когда Ричарду было 3 года, ему поставили диагноз «умеренно-сильная отсталость», позже исправленный на аутизм. Он не мог научиться говорить до 11-летнего возраста, а после операции по удалению катаракты его зрение стало настолько слабым, что он был официально признан слепым.
Еще в раннем детстве Ричард начал рисовать мелом на доске. В 6 лет в местном детском центре он начал рисовать пастелью, и вскоре его талант был замечен. Профессор Мариан Богуш-Шишко (пол. Marian Bohusz-Szyszko) из Польской Школы Искусств, Лондон, сказала, что была поражена рисунками Ричарда и описала их как «выполненные с аккуратностью механика и видением поэта».
Его первая выставка прошла в Эдинбурге, в 1969 году, когда ему было 17 лет.
В начале 1970-х годов одна из его выставок была открыта Маргарет Тетчер, бывшей в то время министром образования. Она купила некоторые из его работ, как и Иоанн Павел II.
На каждую картину Ричард получал благословение своего отца до самой смерти того в 2002 году. Всего было продано более 1000 картин приблизительно на 100 выставках.
Оригинальное искусство Воуро было впервые представлено в Соединённых Штатах в 1977 году в Национальном Совете Учителей Английского на «Английской конференции по творческому потенциалу одарённых и талантливых» («English conference on Creativity for the Gifted and Talented»), в Нью-Йорке. Жизнь Ричарда Воуро и его работы стали сюжетом получившего множество наград документального фильма «С широко открытыми глазами» (англ. «With Eyes Wide Open»), созданного в 1983 году. Доктор Лоуренс А. Беккер, которая создала этот фильм, сказала:

Этот фильм позволяет узнать Ричарда Воуро как очень одарённого художника и как личность. Фильм показывает заботливое воспитание, позволившее духу Ричарда и его таланту расти и развиваться. Это словно глубоко внутри него, этот «дух, требующий свободы» — и для него, и для каждого зрителя — рисунок освобождает его. Жизнь этого замечательного художника и его творчество дают обильные свидетельства высоких качеств и выносливости человеческого, творческого духа.
Оригинальный текст (англ.)it enables the viewer to experience Richard Wawro as a highly gifted artist and as a person. It reveals the nurturing environments that enabled Richard's spirit and talent to grow and develop. It is as though deep within him that 'spirit was clamoring to be free' and for himself and for each viewer or his art, his drawing sets it free. This remarkable artist's life and his art provide abundant evidence of the quality and persistence of the human, creative spirit.

Ричард Воуро умер 22 февраля 2006 года от злокачественной опухоли легкого в возрасте 53 лет.

## Работы
Ричард Воуро работал в необычной технике пастелью, специализируясь на пейзажах, в том числе и морских, отмеченных за хорошо проработанные драматичные образы интенсивной глубины и цвета. Обладая, как и другие саванты, прекрасной памятью, он не использовал моделей, но рисовал по памяти с образов, увиденных им лишь однажды — например, по телевизору или в книгах, зачастую добавляя при этом что-либо от себя. Его феноменальная память позволяла ему вспомнить, где и когда он рисовал каждую картину. Ричарда особенно вдохновляла игра света и тени — и тона, которые он использовал, чтобы её запечатлеть, подобраны мастерски.